# Aleksandr Bessmertnych
Aleksandr Andreevič Bessmertnych (in russo Александр Андреевич Бессмертных?; 15 settembre 1986) è un fondista russo.

## Biografia

### Stagioni 2009-2017
In Coppa del Mondo ha esordito l'8 marzo 2009 a Lahti (29°), ha ottenuto il primo podio il 19 gennaio 2013 a La Clusaz (2°) e la prima vittoria l'8 dicembre successivo a Lillehammer.
Ha esordito ai Campionati mondiali a Val di Fiemme 2013 (23° nella 50 km) e ai Giochi olimpici invernali a Soči 2014 (7° nella 15 km, 2° nella staffetta). L'anno dopo ai Mondiali di Falun è stato 4º nella staffetta e 10º nella 50 km, mentre nella rassegna iridata di Lahti 2017 ha vinto la medaglia d'argento nella staffetta e si è classificato 4º nella 15 km e 17º nello skiathlon.

### Stagioni 2018-2022
Nell'ambito delle inchieste sul doping di Stato in Russia, il 22 dicembre 2017 il Comitato Olimpico Internazionale ha accertato una violazione delle normative antidoping da parte di Bessmertnych in occasione delle Olimpiadi di Soči, annullando conseguentemente i risultati ottenuti e proibendogli di partecipare a future edizioni dei Giochi olimpici. Il 1º febbraio 2018 il Tribunale Arbitrale dello Sport ha però accolto il ricorso presentato da Bessmertnych contro tale decisione; conseguentemente, anche la Federazione Internazionale Sci ha revocato la propria sospensione.
Ai Mondiali di Seefeld in Tirol 2019 ha vinto la medaglia d'argento nella 15 km e nella staffetta.

## Palmarès

### Olimpiadi
- 1 medaglia:
  - 1 argento (staffetta a Soči 2014)

### Mondiali
- 3 medaglie:
  - 3 argenti (staffetta a Lahti 2017; 15 km, staffetta a Seefeld in Tirol 2019)

### Coppa del Mondo
- Miglior piazzamento in classifica generale: 15º nel 2017
- 8 podi (5 individuali, 3 a squadre):
  - 2 vittorie (a squadre)
  - 3 secondi posti (individuali)
  - 3 terzi posti (2 individuali, 1 a squadre)

#### Coppa del Mondo - vittorie
| Data            | Località    | Nazione  | Spec.                                                                |
| --------------- | ----------- | -------- | -------------------------------------------------------------------- |
| 8 dicembre 2013 | Lillehammer | Norvegia | 4x7,5 km (con Dmitrij Japarov, Aleksandr Legkov e Maksim Vylegžanin) |
| 27 gennaio 2019 | Ulricehamn  | Svezia   | 4x7,5 km (con Evgenij Belov, Denis Spicov e Artëm Mal'cev)           |

#### Coppa del Mondo - competizioni intermedie
- 1 podio di tappa:
  - 1 terzo posto